# Stadio Comunale di Bellinzona
Stadio Comunale di Bellinzona – wielofunkcyjny stadion w Bellinzonie, w Szwajcarii. Swoje spotkania rozgrywa na nim drużyna AC Bellinzona. Obiekt może pomieścić 6000 widzów, z czego 740 miejsc jest siedzących (znajdują się na za zadaszonej trybunie głównej).